# Чайовиці
Чайовиці (пол. Czajowice) — село в Польщі, у гміні Велька Весь Краківського повіту Малопольського воєводства.
Населення — 594 особи (2011).
У 1975-1998 роках село належало до Краківського воєводства.

## Демографія
Демографічна структура станом на 31 березня 2011 року:
|          | Загалом | Допрацездатний вік | Працездатний вік | Постпрацездатний вік |
| -------- | ------- | ------------------ | ---------------- | -------------------- |
| Чоловіки | 294     | 68                 | 191              | 35                   |
| Жінки    | 300     | 53                 | 185              | 62                   |
| Разом    | 594     | 121                | 376              | 97                   |